# Nongshim

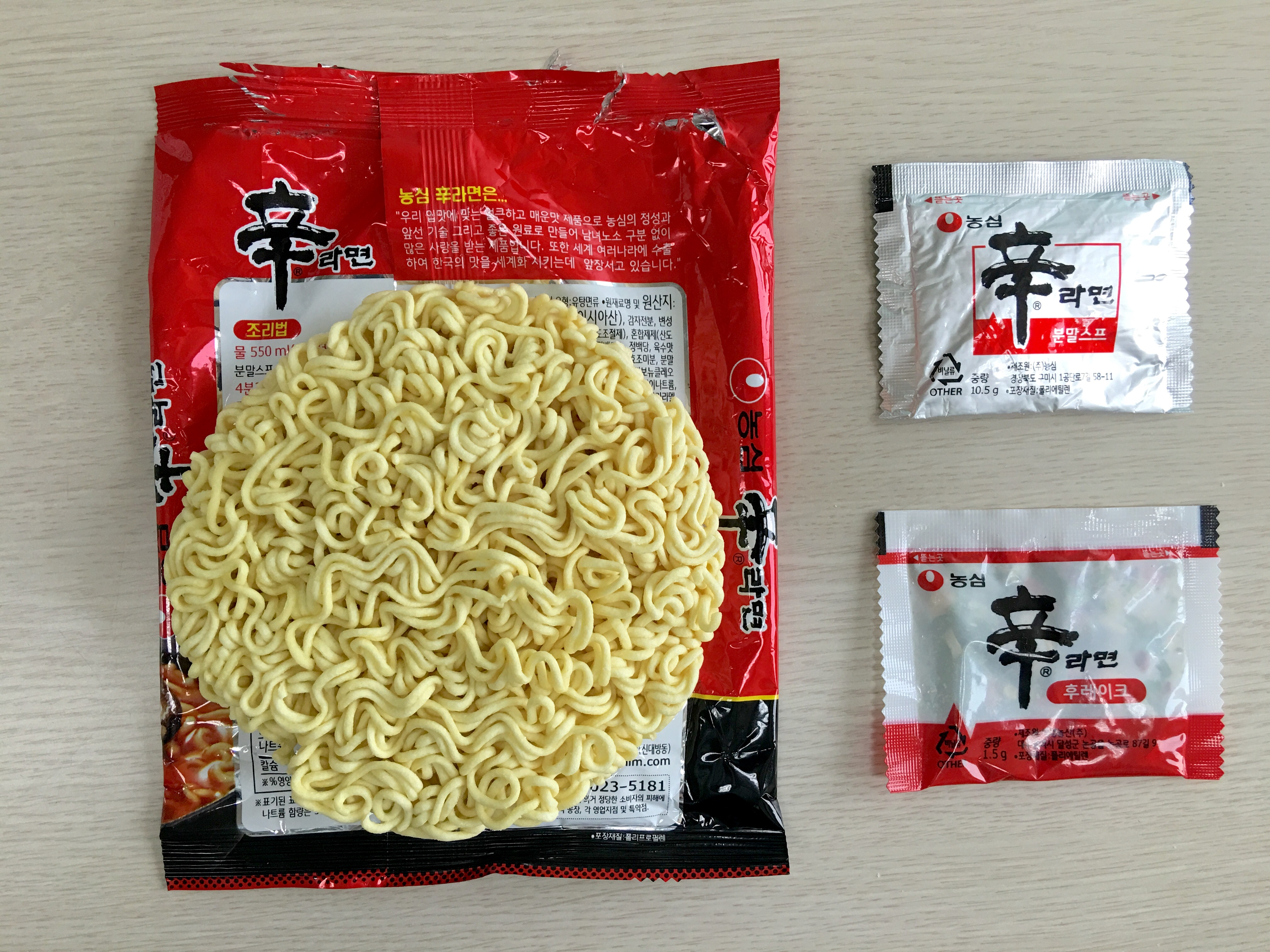
Instantní nudle Shin Ramyun

Nongshim je jihokorejská potravinářská a nápojová společnost se sídlem v Soulu. Nongshim byla založena v roce 1965 pod názvem Lotte Food Industrial Company. Jméno bylo změněno na Nongshim v roce 1978.
Aktuální logo bylo vydáváno v roce 1991, který měl formu semene. V roce 2003 přešla společnost na systém holdingové společnosti a stala se dceřinou společností Nongshim Holdings.
Nongshim je největší instantní nudle a svačina společnost v Jižní Koreji. Na konci roku 2015 získal Nongshim 2,57 bilionu wonů v aktivech a 2,81 bilionů wonů v prodeji. Provozuje 11 továren po celém světě, má dceřiné společnosti v Koreji a v zámoří a působí ve více než 100 zemích.
Nejznámějším produktem firmy jsou instantní nudle Shin Ramyun.